# Атлетика на Летњим олимпијским играма 1912 — скок увис без залета за мушкарце
Такмичење у скоку увис без залета за мушкарце, била је једна од 30 дисциплина атлетског програма на Летњим олимпијским играма 1912. у Стокхолму, Шведска. Такмичење је одржано 13. јула на Олимпијском стадиону. Ово је било четврто и послење појављивање ове дисциплине на Летњим олимпијским играма.
Реј Јури, који је три пута освајао злато на претходним Играма, није учествовао у 1912. Освајаћ сребрне медаље 1908 Сребрна медаља из 1908, Константинос Циклитирас, узео бронзану. Плат Адамс, финалиста 1908 је победино, а Бенџамин Адамс завршио на другом месту. Сва тројица су освојили меље и у дисциплини скок удаљ без залета, али са другачијим редоследом.

## Земље учеснице
Учествовало је 18 скакача из 9 земаља.
| - Чиле (1) - Француска (1) - Уједињено Краљевство (1) | - Грчка (1) - Мађарска (1) - Норвешка (1) | - Русија (1) - Шведска (5) - САД (6) |

## Рекорди пре почетка такмичења
30. август 1904.
| Најбољи резултат на свету | ?     | ?             | ?                | ?             |
| Олимпијски рекорд         | 1,655 | Реј Јури, САД | Париз, Француска | 16. јул 1900. |

## Победници
|                |                    |                               |
| Плат Адамс САД | Бенџамин Адамс САД | Константинос Циклитирас Грчка |

## Резултати

### Квалификације
Квалификације су одржане у три групе 13. јула. У првој групи је било 5, другој 8 и трећој 5 скакача. Квалификациона норма за улазак у финале износила је 1,50 метра. Норму је испунило 6 такмичара.
| Плас. | Гр. | Такмичар                | Држава               | 1,30 | 1,35 | 1,40 | 1,45 | 1,48 | 1,50 | Рез. | Бел. |
| ----- | --- | ----------------------- | -------------------- | ---- | ---- | ---- | ---- | ---- | ---- | ---- | ---- |
| 1.    | 2   | Бенџамин Адамс          | САД                  | O    | O    | O    | O    | ---  | о    | 1,50 | КВ   |
| 1.    | 2   | Константинос Циклитирас | Грчка                | о    | о    | о    | о    | ---  | о    | 1,50 | КВ   |
| 1.    | 2   | Едвард Мелер            | Шведска              | о    | о    | о    | о    | ---  | о    | 1,50 | КВ   |
| 4.    | 1   | Плат Адамс              | САД                  | о    | о    | о    | о    | о    | о    | 1,50 | КВ   |
| 5.    | 2   | Ричард Берд             | САД                  | о    | о    | о    | о    | ---  | ххо  | 1,50 | КВ   |
| 6.    | 2   | Leo Goehring            | САД                  | о    | о    | о    | ххо  | ---  | хо   | 1,50 | КВ   |
| 7     | 2   | Форест Флечер           | САД                  | о    | о    | о    | о    | ---  | ххх  | 1,45 |      |
| 7     | 2   | Рудолф Смедмарк         | Шведска              | о    | о    | о    | о    | ---  | ххх  | 1,45 |      |
| 9     | 2   | Френк Белоте            | САД                  | о    | о    | ххо  | о    | ---  | ххх  | 1,45 |      |
| 9     | 3   | Жорж Андре              | Француска            | ---  | о    | хо   | хо   | ---  | ххх  | 1,45 |      |
| 9     | 3   | Лејф Екман              | Шведска              | о    | о    | о    | ххо  | ---  | ххх  | 1,45 |      |
| 9     | 1   | Карл Берг               | Шведска              | о    | о    | о    | XXо  | ---  | ххх  | 1,45 |      |
| 13    | 1   | Rodolfo Hammersley      | Чиле                 | о    | о    | о    | ххх  | ---  | ---  | 1,40 |      |
| 13    | 2.  | Алфред Шварц            | Русија               | о    | о    | о    | ххх  | ---  | ---  | 1,40 |      |
| 15    | 1   | Birger Brodtkorb        | Норвешка             | хо   | хо   | хо   | ххх  | ---  | ---  | 1,40 |      |
| 16    | 1   | Бенџамин Хауард Бејкер  | Уједињено Краљевство | хо   | о    | ххх  | ---  | ---  | ---  | 1,35 |      |
| 17    | 3   | Helmer Måhl             | Шведска              | о    | ---  | ---  | ---  | ---  | ---  | 1,30 |      |
| 18    | 3   | Andor Horvag            | Мађарска             | ---  | ххх  | ---  | ---  | ---  | ---  | 0    | БП   |

### Финале
| Плас. | Такмичар                | Држава  | 1,30 | 1,40 | 1,45 | 1,50 | 1,55 | 1,60 | 1,63 | 1,66 | Рез. | Бел. |
| ----- | ----------------------- | ------- | ---- | ---- | ---- | ---- | ---- | ---- | ---- | ---- | ---- | ---- |
|       | Плат Адамс              | САД     | о    | о    | о    | о    | о    | хо   | о    | ххх  | 1,63 |      |
|       | Бенџамин Адамс          | САД     | о    | о    | о    | о    | о    | о    | ххх  | ---  | 1,60 |      |
|       | Константинос Циклитирас | Грчка   | о    | о    | о    | хо   | хо   | ххх  | ---  | ---  | 1,55 |      |
| 4     | Едвард Мелер            | Шведска | о    | о    | о    | о    | ххх  | ---  | ---  | ---  | 1,50 |      |
| 4     | Leo Goehring            | САД     | о    | хо   | о    | о    | ххх  | ---  | ---  | ---  | 1,50 |      |
| 4     | Ричард Берд             | САД     | о    | о    | о    | хо   | ххх  | ---  | ---  | ---  | 1,50 |      |